# Filip Eliáš
Filip Eliáš (* 23. července 1998 Praha) je český lední hokejista hrající na postu obránce.

## Život
S hokejem začínal v pražské Slavii. V mládežnických letech působil v jiném pražském klubu, ve Hvězdě (v sezóně 2012/2013), a následně ve Spartě. Za ni během sezóny 2017/2018 nastoupil ke svému prvnímu utkání za muže v nejvyšší české soutěži. Dalších devět zápasů téhož ročníku odehrál na hostování v Nymburce a zbytek za juniory Sparty.
Pro ročník 2018/2019 přestoupil do Letců Letňany a následně do Kadaně. Za ni hrál i další ročník, během něhož rovněž hostoval u Draků z Bíliny. Poté na dvě sezóny (2020/2021 a 2021/2022) přestoupil do Jihlavy. Ročník 2022/2023 strávil v Šumperku. Od následující sezóny (2023/2024) je členem kádru Slavie Praha, kde si zahrál pouze 16 zápasů. V polovině sezóny přestoupil do druholigového Chomutova a pomohl v play-off a následně v postupu do Maxa ligy. V sezóně 2024/2025 je stále posilou Pirátů Chomutov.